# Myripristis kochiensis
Myripristis kochiensis là một loài cá biển thuộc chi Myripristis trong họ Cá sơn đá. Loài này được mô tả lần đầu tiên vào năm 1996.

## Từ nguyên
Từ định danh kochiensis được đặt theo tên của tỉnh Kōchi (Nhật Bản), nơi mẫu định danh được ngư dân đánh bắt bằng lưới rê (hậu tố ensis: biểu thị nơi chốn trong tiếng Latinh).

## Phạm vi phân bố và môi trường sống
M. kochiensis là loài đặc hữu của vùng biển Nam Nhật Bản (gồm cả quần đảo Ryukyu).

## Mô tả
Chiều dài cơ thể lớn nhất được ghi nhận ở M. kochiensis là 15,4 cm.